# Eberhard Munzert

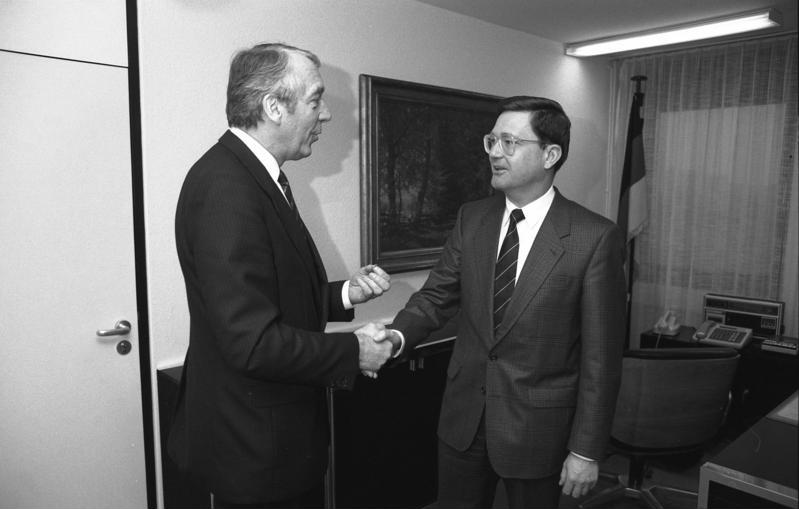
Eberhard Munzert (links) im Jahr 1988

Eberhard Munzert (* 23. März 1932 in Hannover; † 9. April 2000 in Bielefeld) war ein deutscher Jurist, Verwaltungsbeamter und Politiker (SPD).

## Leben und Beruf
Nach dem Abitur nahm Munzert ein Studium der Rechtswissenschaft auf, das er mit beiden juristischen Staatsexamen sowie 1960 mit der Promotion Dr. jur. an der Universität Saarbrücken beendete. Anschließend trat er in den Verwaltungsdienst ein. Er arbeitete von 1960 bis 1965 als Rechtsrat in Bielefeld und war von 1965 bis 1968 Beigeordneter für Rechts- und Sozialwesen in Herford. Von 1968 bis 1973 war er zunächst Beigeordneter für Recht, Sicherheit und Ordnung, von 1974 bis 1978 dann Stadtkämmerer in Bielefeld. Von 1978 bis 1983 war er Oberstadtdirektor der Stadt Bielefeld. Von 1983 bis 1987 amtierte er als Staatssekretär im Innenministerium unter Herbert Schnoor in der von Ministerpräsident Johannes Rau geführten Regierung des Landes Nordrhein-Westfalen. Munzert war von 1987 bis 1995 Präsident des Landesrechnungshofes Nordrhein-Westfalen.
Ehrenamtlich engagierte er sich von 1988 bis 1995 als stellvertretender Präsident des nordrhein-westfälischen Landesjustizprüfungsamtes. Außerdem war er seit 1973 Mitglied im Präsidium des Deutschen Leichtathletik-Verbandes (DLV), dem er ab 1985 vorstand. Nach dem Tod von Birgit Dressel nominierte er ihren Arzt Armin Klümper nicht für die Olympischen Sommerspiele 1988, wodurch er sich im Verband isolierte. Auch der finanzielle Misserfolg des Länderkampfes 1988 zwischen der BRD und der DDR und die für sportpolitische Spannung zwischen den beiden deutschen Staaten sorgende Aufstellung Wolfgang Schmidts für diesen Wettkampf wurde Munzert vorgeworfen. Kurz vor den Olympischen Spielen 1988 trat er als DLV-Vorsitzender zurück, Munzert beklagte, gegen ihn sei ein Kesseltreiben veranstaltet worden.
Ferner wirkte er als Verwaltungsratsvorsitzender der Von Bodelschwinghschen Anstalten Bethel.

## Ehrungen
- 1987: Bundesverdienstkreuz I. Klasse
- Großes Bundesverdienstkreuz
- Honorarprofessor der Universität Bielefeld